# Attaque contre des militaires à Levallois-Perret
L’attentat contre des militaires à Levallois-Perret est une attaque terroriste islamiste à la voiture-bélier perpétrée le 9 août 2017 à Levallois-Perret (Hauts-de-Seine). Le bilan définitif est de 6 blessés.

## Déroulement
Un détachement du 35e régiment d’infanterie stationné à Belfort et encaserné place de Verdun, à Levallois-Perret, sort peu avant 8 h du matin pour prendre ses fonctions dans le cadre de l'opération Sentinelle. Six sont fauchés par une voiture de location BMW Série 2 Active Tourer. Quatre des victimes sont transportées à l'hôpital d'instruction des armées Bégin à Saint-Mandé et les deux militaires blessés plus sévèrement ont été transportés à l'hôpital d'instruction des armées Percy de Clamart, leur pronostic vital n'est pas engagé. 
Les brigades de recherche et d'intervention de Rouen et de Lille arrêtent le véhicule sur l'autoroute A16 à hauteur de Leulinghen-Bernes après qu'il a été repéré à 13 h. Le chauffeur, un homme de nationalité algérienne de 37 ans connu des services de police mais pas a priori des services de renseignement, a tenté de forcer le barrage et a été blessé par arme à feu à cinq reprises, notamment au thorax, au bras droit et à l'épaule gauche. Un policier reçoit une balle perdue tirée par un de ses collègues.

## Suites judiciaires
Dès l'après-midi de l'attaque, une perquisition a été menée par les policiers au domicile de l'auteur présumé des faits, au 3e étage du 41, rue Lucien-Sampaix, à Bezons dans le Val-d'Oise,. Du fait de l'état de santé de l'auteur des faits, sa garde à vue à l'hôpital de Lille a rapidement été levée. Le 11 août 2017, il a été transféré par hélicoptère sanitaire jusqu'à l'hôpital Georges-Pompidou.
Le 23 août, le procureur de la République de Paris, François Molins fait un point de presse où il déclare que « les investigations [...] viennent [...] étayer le caractère prémédité de l'attaque mais également son caractère terroriste » car le suspect a procédé au repérage des lieux de son attaque dès le dimanche 6 août et qu'il avait un « intérêt récent, mais certain sur les organisations djihadistes et sur l'État islamique ». Il avait aussi « d'éventuelles velléités de départ pour la Syrie ». Une information judiciaire est ouverte à l'encontre du suspect pour « tentatives d'assassinat sur personnes dépositaires de l'autorité publique en relation avec une entreprise terroriste et association de malfaiteurs terroriste criminelle ».
Hamou Benlatrèche est depuis en fauteuil roulant. Il est interné à la prison de Beauvais. Il agresse violemment plusieurs surveillantes. Le syndicat FO Pénitentiaire demande son transfert car il est devenu ingérable. Il est condamné à huit et six mois de prison pour ces agressions.
Le procès en première instance de Hamou Benlatrèche pour tentatives d'assassinats sur personnes dépositaires de l'ordre public a lieu du 6 au 13 décembre 2021 devant la cour d'assises spéciale de Paris. Celui-ci nie avoir foncé volontairement sur les militaires et maintient sa version, il aurait selon lui fait un malaise juste avant de percuter les militaires ce qui est démenti par les experts. Conformément aux réquisitions, Hamou Benlatrèche est condamné à 30 ans de prison assortis d'une période de sûreté des 2/3 ainsi que d'une interdiction définitive du territoire français. Il écope de la même peine en appel le 17 février 2023. 